# Kelet-Ázsia művészete

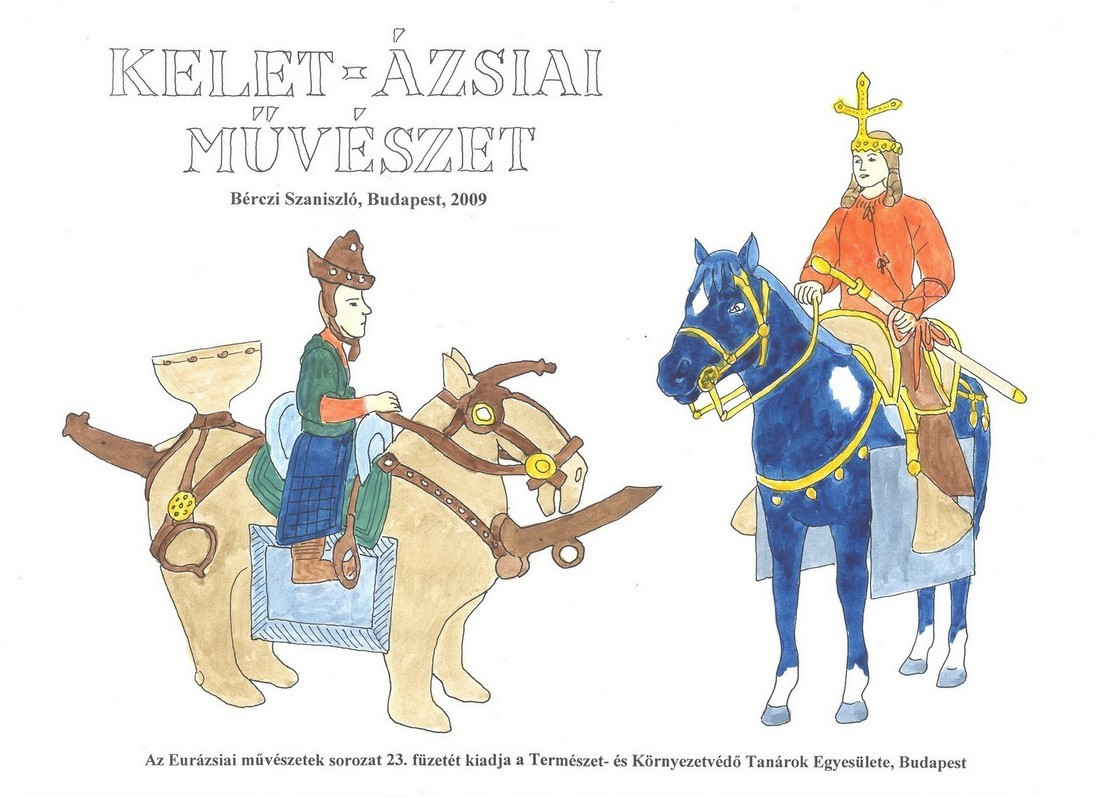
A Kelet-ázsiai művészet című füzet borítóján egy koreai és egy japán lovas múzeumi rajza látható Szöulból és Izumóból.

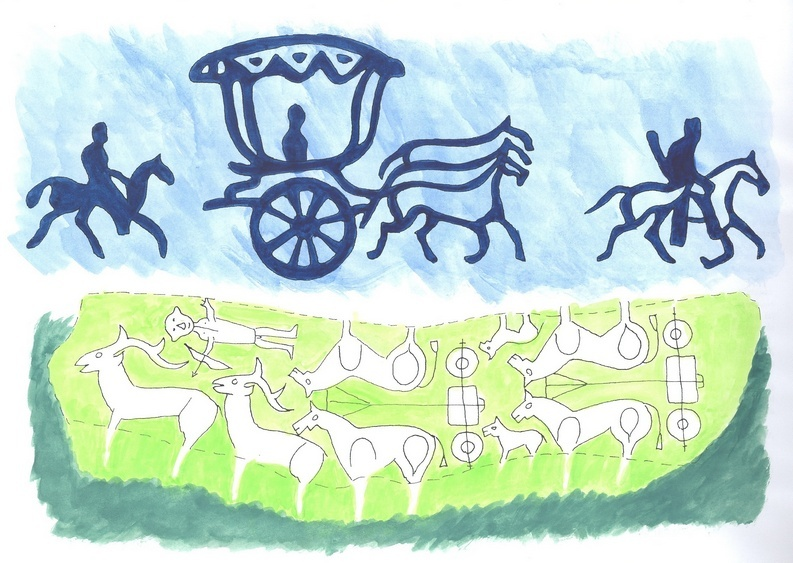
Szikla- és csontfaragáson ősi kocsizó jeleneteket láthatunk a kelet-ázsiai művészetekben (Bérczi Sz. Kelet-ázsiai művészet c. füzetéből).

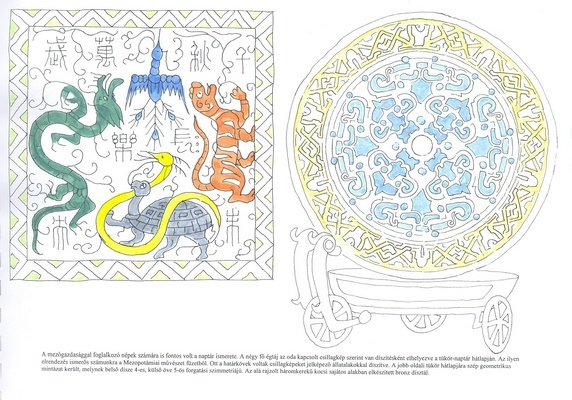
Naptárak jelképes rajzai bronztükrökön (Bérczi Sz. Kelet-ázsiai művészet c. füzetéből).

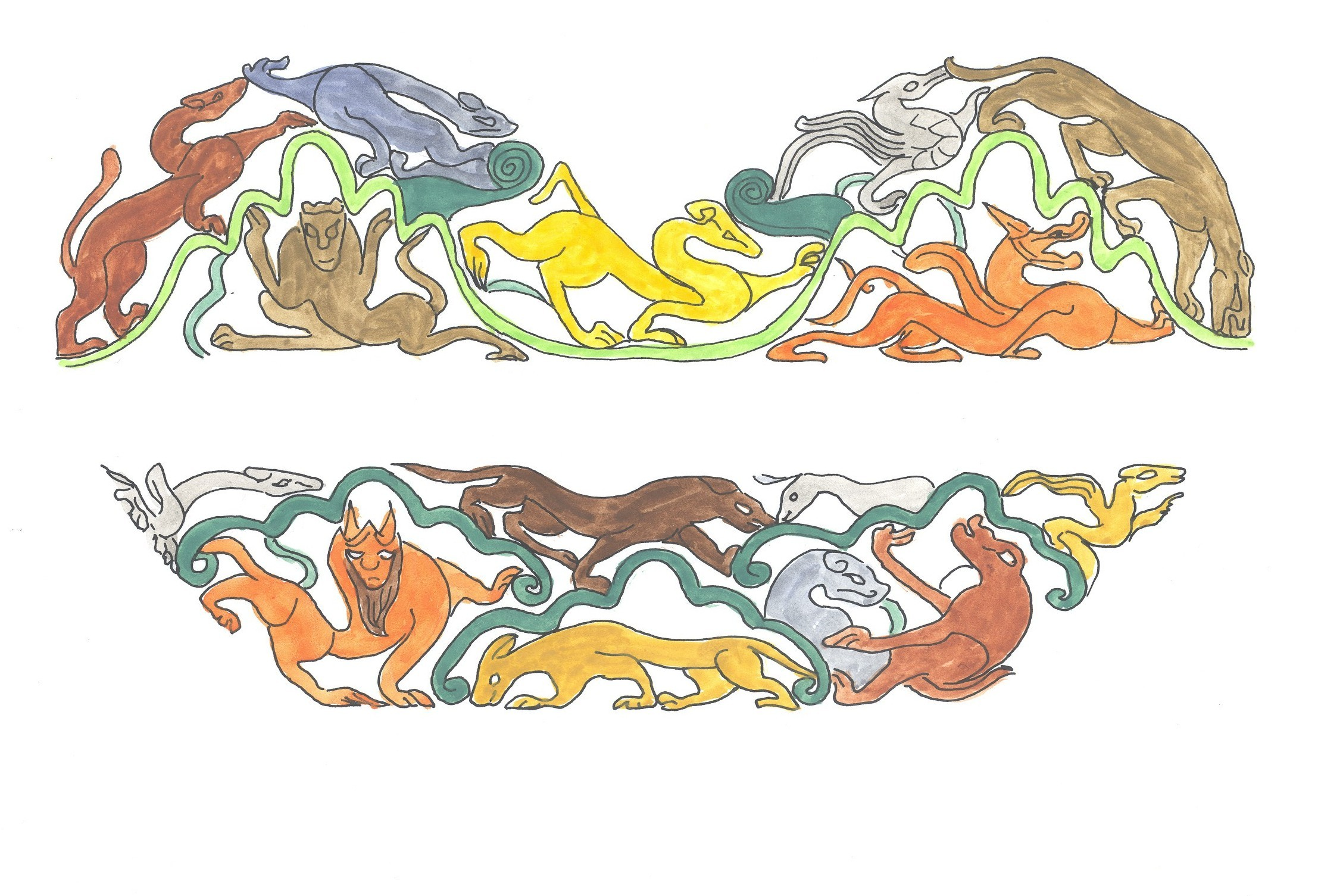
A császárkori művészetben a vadászjelenetekből hemzsegő állatcsoportok lettek, majd az uralkodó sárkány mellett fölsorakozó tigris, hal és madár a kelet-ázsiai művészetben. A narai korsón az állatok nyüzsgését láthatjuk.

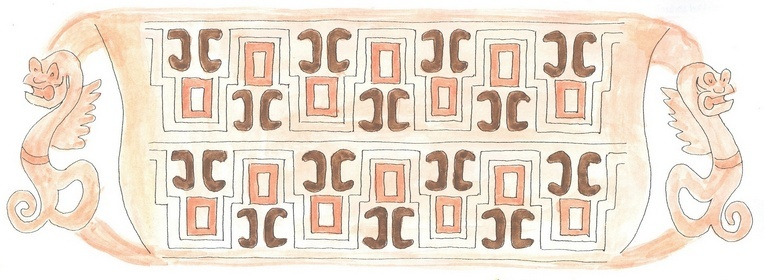
Kínai korsó díszítésén festéssel hangsúlyozva mutatjuk be a t-mg típusú kettősfrízt (Bérczi Sz. Kelet-ázsiai művészet c. füzetéből).

## A kelet-ázsiai művészetek elhelyezése
Kelet-Ázsia művészete elsősorban azok számára ismerős, akik a néprajz, a régészet, a keleti nyelvek és az ősi kultúrák iránt érdeklődnek. Ha e tájegység egykori művészetét akarjuk fölvázolni, akkor a térképre tekintve: Kelet-Ázsiához a mostani ország- és tájmegnevezéssel ma Japán, Kína, Korea, és részben Mongólia területét sorolják. Ezeknek a területeknek gazdag műveltségi, és ezen belül művészeti rétegződése figyelhető meg. Az ősi andronovói, hun-szkíta, (később türk és mongol kori) sztyeppei alaprétegek, valamint a Shang, Csou, Cs’in, Han kínai dinasztiák műveltségei, ill. a Yayoi és Kofun japán régészeti korszakok formái és színei váltakoznak és épülnek egymásra ezeken a távoli, de művészetekben gazdag tájakon. 
A három főszereplő ország tehát Japán, Kína és Korea, de az ezen országok területére eső ősi műveltségek műalkotásai is megszólalnak. Ahogy más területeken is, az egykori életdarabok itt is ötvözötten jelennek meg a művészetekben. Ebben jól fölismerhető a hódító katonanépek és a letelepült mezőgazdasági, ill. az iparszervező kultúrájú népcsoportok művészeti hozzájárulása.

## Földművesek és katonanépek
A Kelet-Ázsiában szereplő katonanépek oldalát gyakran képviselik a hun-szkíta törzsek. Életdarabjaik is máig fölismerhetők ezeken a kultúrtájakon: a lovas élet magas műszaki színvonalában, a bronz, majd vasművességben, de leginkább a művészetekben. A hódító és a helyi katonák küzdelmét, az államszervezés folyamatának szakaszait a korabeli történetírás is részletesen megörökítette. 
A kerekes, könnyű, ló vontatta kocsi tette lehetővé tette az Eurázsiai sztyeppe beutazását, benépesítését. A lovas népek e pompás találmányát régtől fogva fejlesztették, ábrázolták. A könnyen mozgó lovasok, a pásztornépek kiváló katonái, számos kelet-ázsiai fejedelemséget és királyságot szerveztek. Erről tanúskodnak a gazdag fejedelmi sírokban föllelt fejedelmi ékszerek, a koronák Kínában, Koreában és Japánban is, főleg a Kr. előtti és a Kr. utáni évszázadokból. Azt, hogy e katonák honnan jöttek, elárulja a díszítőművészetük, a korai hun-szkíta művészettől fogva oly gyakran szereplő állatábrázolások és állatküzdelmi jelenetek. 
A meghódított és megszervezett, a mezőgazdasággal foglalkozó népek műveltsége is jelen van a művészetben. Ilyen például a naptár ismerete (gyakran a tükrök hátsó oldalának díszítésében), a földművelésre használt állatok fogatolása (kis szobrokon), a szállításra is használt kocsik (szobrokon és sírleleteken). S ilyenek a hétköznapi élet tárgyai is, például korsók, kések, edények. 
De a művészetben gyakran főszereplők az élet mozgalmasságát adó nyughatatlan harcosok. A lovasjelenetek és a vadászjelenetek a Pekingi Nemzeti Múzeum és a Pekingi Kínai Hadtörténeti Múzeum, a Hsziani Történeti Múzeum, a Hohhoti Hun Múzeum, az Ősi Izumo Shimanei Múzeuma, a Tokiói Nemzeti Múzeum és a Narai Nemzeti Múzeum kiállításain rajzolt jelenetek között is a legérdekesebbek. A lovasjelenetek, ahogy ez Nyugat-Eurázsiában is ismert (például a Magyar Nemzeti Múzeum kiállításán, Budapesten is) edényekre és evőeszközökre, sőt ivókürtökre is fölkerültek. Ilyen ivókürtre emlékeztető korsó lovas alakját találjuk Koreában is, a Szöuli Nemzeti Múzeum kiállításán, de vannak a vizes életet bemutató békás és halas díszítésű korsók is a koreai anyagban a Tokiói Nemzeti Múzeumban.

## Szimmetria a kelet-ázsiai díszítőművészetben
A kelet-ázsiai díszítőművészetben fölismerhető intuitív matematikai fejlesztések legismertebb forráshelyei a kínai lelőhelyekről kerültek elő, de Japánban is megtalálhatók. Illusztráljuk is néhány képpel a kelet-eurázsiai népek gazdag díszítőművészeti matematikáját. Tükör hátlapját díszítő frízek, övdíszek, lószerszám díszek azok, amik itt is hordozzák a díszítőmintákat. Számos kettősfríz származik első megtalálási helyként Kínából (pl. t-mg mintázattal egy korsón), melyek igazi etnomatematikai „zsákmányok” az olyan kutatók számára, akik a különleges díszítő szerkezeteket keresik.

## Külső hivatkozások
- Kelet-Ázsiai művészet füzet